# Kama Sywor Kamanda
Kama Sywor Kamanda (Luebo, 11 novembre 1952) è un poeta, romanziere e giornalista della Repubblica Democratica del Congo.
Come altri scrittori africani, esprime nella sua opera sia temi dell'immaginario e del folklore del suo popolo che l'impegno politico contro i regimi totalitari dell'Africa post-coloniale.
Ha studiato giornalismo, scienze politiche, lettere e filosofia a Kinshasa, e legge a Liegi.

## Biografia
Kamanda Kama Sywor è nato l'11 novembre 1952, figlio di Kamenga Malaba Isaac, un colono di origine egiziana e Ngalula Kony Beneck.
L'infanzia di Kamanda si svolge nel dominio familiare dominato dall'agricoltura. Il padre del poeta sostiene finanziariamente Patrice Lumumba e altri sostenitori dell'indipendenza del sud Kasai. A causa di eventi come l'inizio della guerra civile, una grave crisi politica e l'assassinio di Patrice Lumumba, la sua famiglia si rifugiò definitivamente a Kinshasa. Lì entra nel college Saint-Gabriel. Nel 1967, ha scritto le prime storie di Tales of the vegil vegas. Dopo le discipline umanistiche letterarie, ha scritto le sue prime poesie in francese e frequentato circoli letterari, oggi la sua opera letteraria è tradotta in molte lingue e in 5 continenti.
Nel 1970 ha partecipato alla fondazione dell'Unione degli scrittori congolesi.
Nel 1977, fu costretto a lasciare la RDC a causa delle sue attività, poi visse in diversi paesi europei prima di stabilirsi in Lussemburgo. Durante questo periodo, ha studiato giurisprudenza all'Università di Liegi
Nel 2005, il Conseil international d'études francophones gli ha conferito il prestigioso certificato d'onore Maurice-Cagnon per il suo contributo unico alla letteratura mondiale in lingua francese.
Kamanda ha ricevuto numerosi premi letterari internazionali e ha guadagnato fama mondiale.

## Opere
- 1967 – Les Contes des veillées africaines
- 1986 – Chants de brumes
- 1986 – Les Résignations
- 1987 – Éclipse d'étoiles
- 1988 – Les Contes du griot, t.I
- 1989 – La Somme du néant
- 1991 – Les Contes du griot, t. II (La Nuit des griots) Gran premio letterario dell'Africa Nera
- 1992 – L'Exil des songes
- 1992 – Les Myriades des temps vécus
- 1993 – Les Vents de l'épreuve
- 1994 – Quand dans l'âme les mers s'agitent
- 1994 – Lointaines sont les rives du destin
- 1995 – L'Étreinte des mots
- 1998 – Les Contes du griot, t. III (Les Contes des veillées africaines)
- 1999 – Œuvre poétique
- 2000 – Les Contes du crépuscule
- 2002 – Le Sang des solitudes
- 2003 – Contes de Kamanda ,édition intégrale
- 2006 – La Traversée des mirages
- 2006 – La Joueuse de Kora
- 2006 – Contes africains
- 2007 – Au-delà de Dieu, au-delà des chimères
- 2007 – Lointaines sont les rives du destin
- 2008 - Oeuvre poétique (édition intégrale)
- 2013 - L'homme torturé
- 2015 - Candace 1ère
- 2015 - Toutankhamon
- 2015 - Vivre et aimer
- 2016 - On peut s'aimer sans se comprendre
- 2016 - Intrigantes entremetteuses,reéd,2019 .
- 2017 - Ramses II
- 2017 - Akhenaton
- 2017 - La Reine Ranavalona III
- 2018 - Le Roi Béhanzin
- 2018 L'Insondable destin des hommes
- 2018 - Les fondements de l'être
- 2018 - Évolution et révolution culturelle de l'Homme Noir
- 2019 - Les astuces du manipulateur
- 2019 - Le pervers narcissique
- 2019 -La transparence des ombres
- 2019 - L'Éternité des jours
- 2019 - La Reine Nzinga Mbandi

## Traduzioni
- Inglese: 
  - Wind Whispering Soul, 2001
  - Tales, 2001
- Italiano: 
  - Le miriadi di tempi vissuti, 2004, traduzione di Serenella Pirotta Stefinlongo
  - La stretta delle parole, 2004, traduzione di Serenella Pirotta Stefinlongo
  - Fiabe Africane, 2008, traduzione di Serenella Pirotta
- Giapponese: 
  - Les Contes du griot, t. I, 2000
  - Les Contes du griot, t. II, 2005
- Cinese: 
  - Les Contes du griot, t. I, 2003
  - Les Contes du griot, t. II, 2004

## Premi internazionali
- 1987 – Premio Paul Verlaine dell'Académie française
- 1993 – Premio Théophile Gauthier dell'Académie française
- 1990 – Premio Louise Labé
- 1991 – Gran premio letterario dell'Africa Nera
- 1992 – Menzione speciale Poésiades, Institut académique, Parigi
- 1992 – « Jasmin d'argent » per l'originalità poetica, Società letteraria « Jasmin d'argent »
- 1993 – Premio Théophile Gauthier dell'Académie française
- 1999 – Premio Melina Mercuri, Associazione dei poeti e scrittori greci
- 2000 – Poeta del Millennio 2000, International Poets Academy, Inde
- 2000 – Cittadinanza d'onore Joal-Fadiouth, Senegal
- 2002 – Gran premio di poesia della Società internazionale degli scrittori greci
- 2005 – Top 100 writers 2005, International Biographical Centre, Cambridge
- 2005 – Professionista dell'anno 2005, International Biographical Centre, Cambridge
- 2005 – Uomo dell'anno 2005, American Biographical Institute
- 2005 – Certificato d'onore per contributo eccezionale alla francofonia, Certificat Maurice *Cagnon, Conseil international d'études francophones
- 2006 – Master Diploma for Specialty Honors in Writing, World Academy of Letters, Stati Uniti
- 2006 – International Peace Prize 2006, United Cultural Convention, Stati Uniti

## Opere critiche sull'autore
- Isabelle Cata et Franck Nyalendo, Kama Sywor Kamanda; Luxembourg, Paul Bauler; 2003.
- Jacques Chevrier, L'arbre à palabres. Essai sur les contes et récits traditionnels d'Afrique noire, Paris, Hatier, 2006.
- Marie-Claire De Coninck, Kama Kamanda : Au pays du Conte, Paris, L'Harmattan, 1993.
- Kama Sywor Kamanda, Les Contes du griot, Tome 1, Paris, Présence africaine. Préface de Léopold Sedar Senghor, 1988.
- Kama Sywor Kamanda, Les myriades des temps vécus, Paris, L'Harmattan, préface de Mario Luzi, 1992.
- Locha Mateso, Anthologie de la poésie d'Afrique noire d'expression française, Paris, Hatier, 1987.
- Pierrette Sartin, Kama Kamanda, Poète de l'exil, Paris, L'Harmattan, 1994.
- Marie-Madeleine Van Ruymbeke Stey (dir.), Regards critiques, L'Harmattan, 2007.
- Isabelle Cata :une réflexion critique de l'oeuvre de Kama Sywor Kamanda,2015,2019.
- Sophie Davoine : Kama Sywor Kamanda,histoire d'une oeuvre,histoire d'une vie,EUE,2019.